# Winter Is for Lovers
Winter Is for Lovers è un album in studio del musicista statunitense Ben Harper, pubblicato nel 2020.

## Tracce
1. Istanbul – 1:48
2. Manhattan – 3:10
3. Joshua Tree – 3:57
4. Inland Empire – 3:27
5. Harlem – 2:28
6. Lebanon – 0:31
7. London – 2:10
8. Toronto – 1:57
9. Verona – 1:34
10. Brittany – 0:48
11. Montreal – 1:47
12. Bizanet – 2:49
13. Toronto (Reprise) – 0:37
14. Islip – 1:49
15. Paris – 3:03

## Classifiche
| Classifica (2020) | Posizione raggiunta |
| ----------------- | ------------------- |
| Italia            | 73                  |